# 河田与惣左衛門

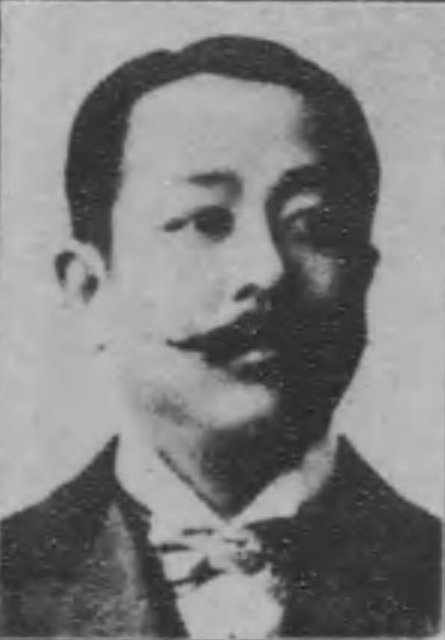
河田与惣左衛門

河田 与惣左衛門（かわだ よそざえもん、1875年（明治8年）2月27日 - 1945年（昭和20年）3月1日）は、明治から大正時代の政治家、銀行家。貴族院多額納税者議員。

## 経歴
秋田県北秋田郡鷹巣村（現・北秋田市鷹巣）の豪農。河田与惣兵衛の二男として生まれ、1888年（明治21年）3月に家督を相続する。
1902年（明治35年）秋田銀行取締役となり、のち秋田県多額納税者として補欠選挙で貴族院議員に互選され、1906年（明治39年）12月24日から1911年（明治44年）9月28日まで在任した。
その後、秋田郡地主会長、同郡中央会長、赤十字有功社員などを歴任した。

## 親族
妻 きさ (1881年生まれ、佐藤新三郎三女)
義弟 高安 正一 (1903年生まれ、扇田鉄鉱取締役高安虎治長男)